# St. Antonius (Worbis)

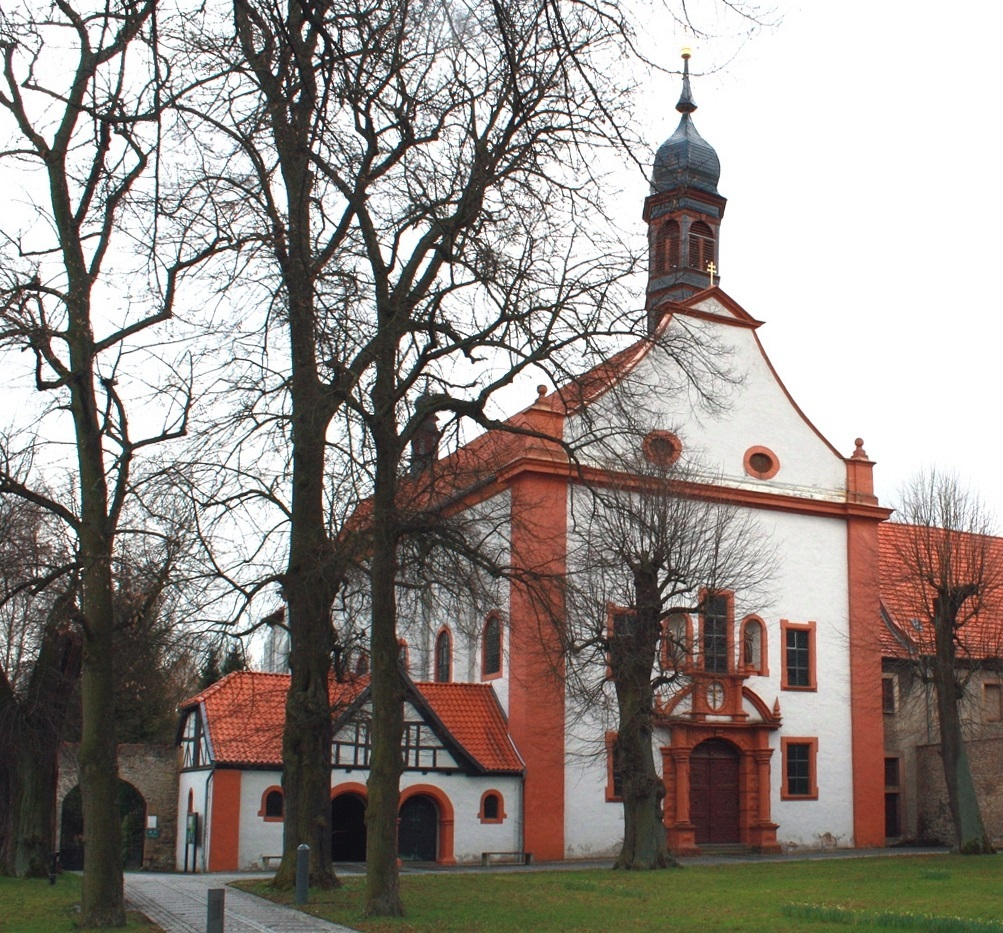
St. Antonius in Worbis

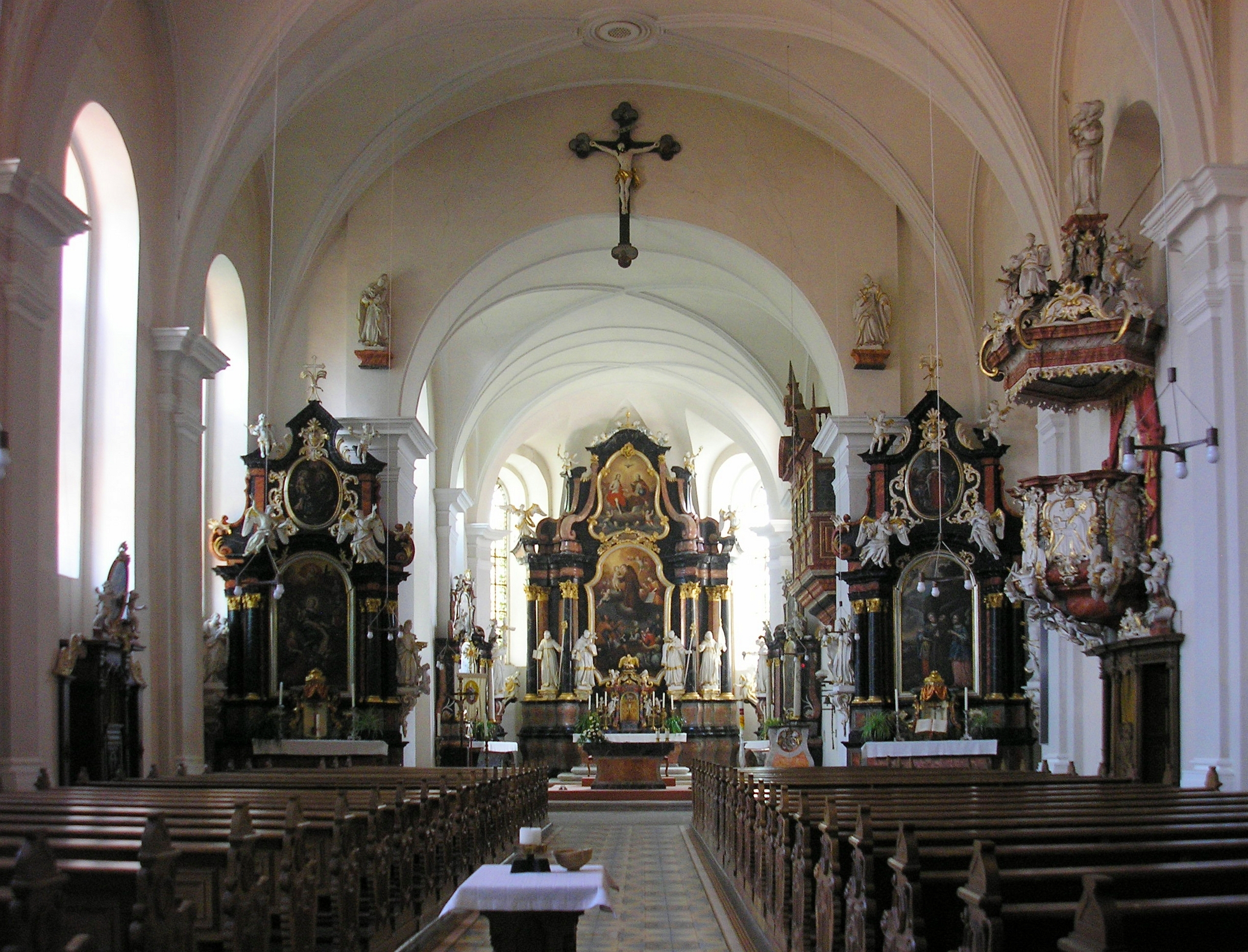
Innenraum

Die römisch-katholische Filialkirche und Wallfahrtskirche St. Antonius steht in Worbis im thüringischen Landkreis Eichsfeld. Sie ist Filialkirche der Pfarrei St. Antonius Worbis, mit der Pfarrkirche St. Nikolaus, im Dekanat Leinefelde-Worbis des Bistums Erfurt. und war die Klosterkirche des ehemaligen Franziskaner Klosters Worbis. Sie trägt das Patrozinium des heiligen Antonius von Padua.

## Geschichte

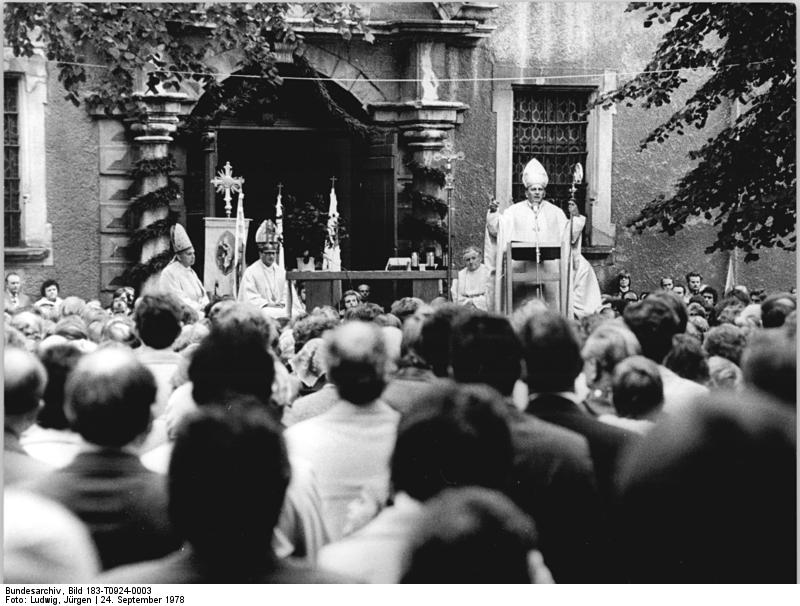
Kardinal Alfred Bengsch predigt vor der Wallfahrtskirche anlässlich des 300. Kirchweihjubiläums, 24. September 1978

Auf dem Grundstück des in der Reformationszeit aufgehobenen Zisterzienserinnenklosters St. Petri errichteten ab 1668 Franziskaner eine Niederlassung. Die dem heiligen Antonius von Padua gewidmete Klosterkirche entstand in den Jahren 1670 bis 1678 nach Plänen des Italieners Antonio Petrini (1621–1701). Hundert Jahre später, von 1764 bis 1767, wurde sie unter der Leitung des Franziskaners Cornelius Schmitt (1711–1779) eingewölbt und anschließend im Stil des Rokoko neu ausgestattet. So überstand sie die Aufhebung und Säkularisation des Klosters 1824. 1880 erfolgte eine Umgestaltung im Zeitgeschmack; die Altäre und Skulpturen wurden dunkel gefasst. Im Zweiten Weltkrieg entstanden an der Kirche keine nennenswerten Schäden. Im Rahmen einer groß angelegten Sanierung aus Anlass der 300-Jahr-Feier 1978 wurde das spätbarocke Erscheinungsbild des Innenraums weitgehend wiederhergestellt.

## Architektur
Die Kirche bildet den Nordostflügel des ehemaligen Klosterquadrats. Sie ist eine einschiffige Saalkirche mit einem auf Wandpfeilern ruhenden Tonnengewölbe. Statt eines Turms trägt sie zwei haubenbekrönte Dachreiter. An das vierjochige Langhaus schließt sich im Südosten der niedrigere, eingezogene Chor an.

## Ausstattung
Während der Außenbau, bis auf einige Zierelemente an der Portalfassade, die Schlichtheit der Bettelordenskirche zeigt, wurde der Innenraum im 18. Jahrhundert zum barocken Festsaal ausgestaltet. Der als Säulenarchitektur konzipierte Hochaltar zeigt im Mittelbild den hl. Antonius, darüber die Dreifaltigkeit, auf der Sockelebene vier Skulpturen von franziskanischen Heiligen. Der linke Seitenaltar ist der Himmelfahrt Mariens, der rechte der Stigmatisation des hl. Franz von Assisi gewidmet.

## Orgel
Die Orgel umfasst 35 Register auf drei Manualen und Pedal. Sie ist wahrscheinlich ein Werk des franziskanischen Meisters Adam Öhninger († 1716). Der Prospekt ist vollständig, die originalen Pfeifen sind teilweise erhalten. Eine Rekonstruktion durch die Firma Waltershausen entsprechend der ursprünglichen Disposition wurde 2012 abgeschlossen. Das Instrument ist mitteltönig gestimmt.
| I Rückpositiv C,D–c3 |       |
| Salicional           | 8′    |
| Rohrflöte            | 8′    |
| Principal            | 4′    |
| Flaute               | 4′    |
| Octave               | 2′    |
| Quinte               | 1 ⁄3′ |
| Cornett III          |       |
| Mixtur III           | 1′    |
| Cymbel II            | 1⁄4′  |
| Tremulant            |       |

| II Oberwerk C,D–c3 |    |
| Spitzflöte         | 8′ |
| Gamba              | 8′ |
| Quintatön          | 8′ |
| Principal          | 4′ |
| Gedact             | 4′ |
| Octave             | 2′ |
| Nachtfloete        | 2′ |
| Sesquialter III    |    |
| Mixtur III         |    |

| III Hauptwerk C,D–c3 |       |
| Quintatön            | 16′   |
| Principal            | 8′    |
| Gedact               | 8′    |
| Octave               | 4′    |
| Quinte               | 2 ⁄5′ |
| Octave               | 2′    |
| Superquinte          | 1 ⁄3′ |
| Mixtur IV-V          | 2′    |
| Cymbel III           | 1⁄2′  |
| Cornett IV (ab c1)   |       |
| Trompete             | 8′    |

| Pedal C,D–c1 |        |
| Principalbaß | 16′    |
| Octavbaß     | 8′     |
| Quinta       | 5 1⁄3′ |
| Superoctave  | 4′     |
| Mixtur IV    |        |
| Posaune      | 16′    |

- Koppeln: III/II, I/P